# 음성 평곡리 석조보살입상
음성 평곡리 석조보살입상(陰城 平谷里 石造菩薩立像)은 충청북도 음성군 음성읍에 있다. 2016년 12월 26일 음성군의 향토문화유적 제27호로 지정되었다.

## 개요
평곡리 석조보살입상(平谷里石造菩薩立像)은 음성읍 평곡리사지(平谷里寺址)에 있는 불상으로, 사질이 많은 화강석으로 조성되었다. 고려 중기에 조성된 것으로 추정되며, 전체높이는 160cm이다. 목과 머리 부분이 절단되었으나 목부분을 보강하였다. 이 불상은 상호가 긴 편이며, 두 눈썹과 눈 그리고 코와 입술 등 각부가 마멸되어 뚜렷하지 않으며, 두 귀는 길게 늘어졌으며, 목에는 삼도가 표현되어 있다. 머리에는 보관을 쓰고 있으나 그 조식이 분명하지 않고, 관대에서 양쪽 귀 뒤쪽으로 내려진 2조의 띠가 어깨 위에 걸쳐져 있다. 법의는 통견으로 양팔에 걸쳐 흘렀고 복부에는 원호의 주름이 보인다. 수인은 오른손을 가슴 앞에 들어 외장하고, 왼손은 복부에 올려 내장하고 있다. 이 불상은 옛 절터인 평곡리사지에 남아 있는 불상으로 음성지역의 불교문화를 살펴볼 수 있는 자료이다.